# Искань (Тульская область)
Искань — деревняв Заокском районе Тульской области России.
В рамках административно-территориального устройства входит в Страховский сельский округ Заокского района, в рамках организации местного самоуправления включается в Страховское сельское поселение.

## География
Расположена в 10 км к северо-западу от райцентра, пгт Заокский. Граничит с СНТ «Искань». Рядом с деревней расположено село Волковичи и деревня Шевернево. Ближайший остановочный пункт пригородных поездов Романовские дачи находится в 5 км от деревни. В 3,5 км западней деревни протекает река Ока.

## Население
Население — 142 чел. (2010).

## История
Деревня упоминается в льготной жалованной грамоте Царя Иоанна IV Васильевича Грозного, дарованной Серпуховскому Введенскому Владычному монастырю в 1559 году: 

… дали есмя им в дом Пречистые Богородицы, в Торусском уезде, два сельца Искань да Волковичи, а против тех дву сельцов взяли есмя у них на Себя, в Переславском уезде, сельцо Татариново с деревнями
На 1857 год Искань - деревня при колодцах с населением 683 человека.

## Инфраструктура
Деревня газифицируется к 2013 году за 10 млн 017 тыс. рублей.